# Raymond (danseur)
Pour les personnes ayant le même patronyme, voir Raymond.
Joseph Avon, dit Raymond est un danseur français né à Bordeaux le 23 janvier 1750 et mort à Stockholm le 27 avril 1809. Il fit principalement carrière en Suède et fut maître à danser à la cour de Gustave-Adolphe de 1792 à 1796.
Fils du machiniste et concierge du Grand Théâtre de Bordeaux, Joseph Avon commence à danser à Bordeaux, puis est engagé au Ballet royal suédois en 1782. Le 7 juin 1783, il épouse à Stockholm Ursule Bournonville, sœur d'Antoine et de Julie Bournonville.